# Space Invaders
Space Invaders (スペースインベーダー?, Supēsu Inbēdā) è un videogioco arcade sparatutto a schermata fissa del 1978, a tema invasione aliena, sviluppato da Tomohiro Nishikado.
È stato prodotto in origine dalla Taito, e dato in licenza per la produzione in USA alla divisione Midway Games della Bally Technologies. Sebbene sia molto semplice per gli standard odierni, è stato uno dei videogiochi più influenti della sua generazione: il gioco generò in pochi anni un fatturato di 500 milioni di dollari e la sua pubblicazione decretò di fatto l'inizio di un periodo di grande fortuna per i videogiochi, definito in seguito come l'età dell'oro dei videogiochi arcade.
Space Invaders rappresenta uno dei simboli più conosciuti di tutto il medium dei videogiochi, oltre che uno dei capostipiti del genere sparatutto.

## Modalità di gioco
Il giocatore controlla un cannone mobile che si muove orizzontalmente sul fondo dello schermo, e deve abbattere uno a uno gli alieni che piano piano si avvicinano alla Terra. Le tappe di avvicinamento degli alieni al Mondo seguono uno schema univoco, un ampio e ordinato zig-zag che li porta lentamente ma inesorabilmente a raggiungere il fondo dello schermo decretando l'avvenuta invasione e la conseguente fine della partita.
Il giocatore difende la Terra affrontando con il suo cannone orde di alieni che si susseguono incessantemente (sterminata un'ondata, subito un'altra scende, sempre più veloce e agguerrita). Nella zona alta dello schermo scorrono, di tanto in tanto, alcune "Navi del Mistero", ovvero navicelle bonus che, se abbattute, permettono al giocatore di incrementare il suo punteggio molto più velocemente. Il gioco si conclude quando gli alieni raggiungono il fondo dello schermo o quando il cannone viene distrutto più volte.
Il cannone può essere distrutto dal fuoco nemico, da bombe o da raggi mortali che periodicamente vengono lanciati dagli alieni verso il cannone. Il cannone è parzialmente protetto da alcuni bunker difensivi immobili (il cui numero varia a seconda della versione del gioco) che vengono gradualmente distrutti dai proiettili degli alieni o dai colpi sparati dallo stesso giocatore. Il giocatore dispone di tre cannoni mobili (tre vite o più a seconda delle impostazioni), dopo la distruzione dei quali il gioco termina.
L'utente dispone di un numero illimitato di proiettili, ma sullo schermo può esserci solo un colpo per volta. Man mano che gli alieni vengono distrutti, quelli rimanenti si muovono più velocemente sullo schermo. L'aumento della velocità è accompagnato dall'aumento del ritmo del sottofondo sonoro, che ricorda un battito cardiaco e diventa sempre più incalzante; se lo si considera un accompagnamento musicale, rappresenta storicamente il primo videogioco dotato di "colonna sonora" durante la partita. Versioni successive del gioco furono implementate con schemi e scenari differenti, ma rimasero intatte le regole principali del gioco.

## Storia
Lo sviluppo del gioco è completamente opera di Tomohiro Nishikado: progettazione dell'hardware dedicato, game design, programmazione, grafica dei celeberrimi alieni e musica.
Come fonte di ispirazione Nishikado cita i cloni di Breakout, che allora andavano di moda e trovava molto divertenti, e gli sparatutto, che a lui piacevano. Comunemente a quei tempi era soltanto il giocatore a sparare contro i bersagli, mentre Nishikado volle creare dei nemici che rispondessero al fuoco.
Al posto dei blocchi alla Breakout si puntò a realizzare bersagli più elaborati, e si provò con carri armati, aerei, navi, ma i movimenti non erano mai convincenti. Si provò anche con degli omini, ma all'azienda non sembrava moralmente accettabile sparare a delle persone; infine si arrivò agli invasori alieni. I loro movimenti apparvero efficaci, e da allora lo sviluppo andò avanti senza intoppi.
Nishikado decise di sviluppare i mostri alieni traendo ispirazione da un adattamento cinematografico del romanzo La guerra dei mondi, che aveva visto da ragazzo, dove c'era un mostro che assomigliava a un polpo; gli altri alieni erano ispirati ai granchi e ai calamari.
Sui cabinati originali vennero stampate illustrazioni di mostri antropomorfi, non presenti in realtà nel gioco, ma basate su alcuni dei design preliminari.
Si dice che Space Invaders venne ispirato da un sogno fatto da Nishikado tempo prima, in cui degli scolari attendono Babbo Natale fuori dalla loro scuola, ma invece vedono arrivare orde di alieni allineati in cielo. I bambini sparano agli alieni colpendoli con delle scariche elettriche generate da candele per auto collegate a una batteria. In realtà Nishikado non ne fa menzione.
Altra diceria è che il gioco sia stato ispirato da uno dei primi giochi elettromeccanici Taito, Space Monster, ma Nishikado nega che ci siano somiglianze.
Il titolo scelto inizialmente da Nishikado per il gioco era Space Monsters, ma fu la Taito a scegliere di cambiarlo nel titolo definitivo.
Space Invaders fu ideato e distribuito dalla Taito nel 1978. Visto il successo che il gioco stava avendo, la Midway Games si propose alla Taito come produttore autorizzato per l'esportazione in America. Space Invaders uscì negli Stati Uniti nel 1979, in una versione con velocità di movimento migliorata e modalità sfida per due giocatori alternati.
Furono venduti 360.000 cabinati del gioco, di cui 300.000 nel solo Giappone e 60.000 nel resto del mondo, e nel 1981 Space Invaders aveva già generato incassi per oltre 1 miliardo di dollari.
Esiste una diffusa leggenda metropolitana secondo la quale, a causa dell'enorme successo del gioco, in Giappone si sarebbe verificata una notevole carenza di monete da 100 Yen, il taglio richiesto per giocare a Space Invaders, e per ovviare al problema il governo giapponese sarebbe stato costretto a quadruplicare le emissioni di quelle monete. In realtà la produzione di monete da 100 Yen degli anni 1978 e 1979 fu di soli 292 e 382 milioni, quantità mediamente inferiori a quanto coniato negli anni precedenti.
Visto l'incredibile successo, il videogioco venne convertito per molti computer e console e ha dato inizio a una lunga serie di seguiti e rifacimenti. 
La versione per Atari 2600 (1980), in particolare, è la prima conversione di arcade ufficiale (cioè con regolare acquisizione della licenza e del marchio) pubblicata in tutta la storia dei videogiochi. Nonostante le limitazioni rispetto alla versione arcade, specialmente riguardo alla velocità di animazione, anche le conversioni ricevettero l'apprezzamento del pubblico e furono un successo di vendite.
Nel corso degli anni sono stati sviluppati degli adattamenti per i nuovi sistemi immessi sul mercato come le moderne console o i telefoni cellulari.
Il torneo di Space Invaders tenuto da Atari nel 1980, vinto da Rebecca Heineman, è stato il primo evento su larga scala di sport elettronici e ha attirato più di 10.000 partecipanti, affermando i videogiochi come un passatempo diffuso.
La cerimonia degli Arcade Awards fu creata lo stesso anno per premiare i migliori videogiochi, con Space Invaders che vinse il premio di gioco dell'anno.

## Hardware

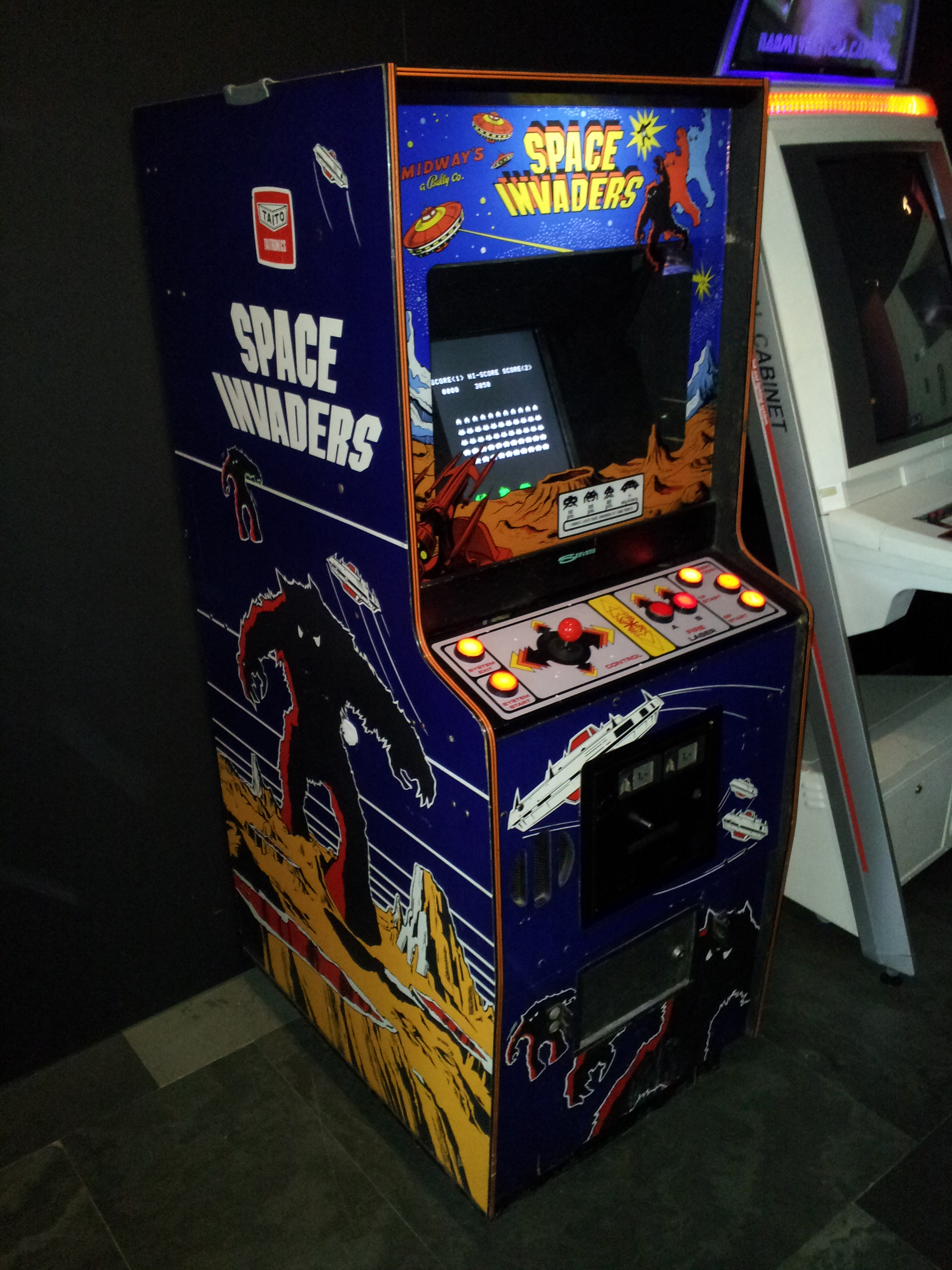
Cabinet di Space Invaders: si notino i "mostri" laterali fuori tema

Siccome all'epoca i microcomputer non erano così potenti per eseguire tutti i processi richiesti da Space Invaders, Nishikado fu costretto a progettare un hardware personalizzato per il gioco. Egli creò la scheda elettronica utilizzando un nuovo processore proveniente dagli Stati Uniti, l'Intel 8080, e dotò il gioco di un monitor CRT e di un circuito analogico per la generazione degli effetti sonori.
Nonostante l'hardware appositamente progettato, Nishikado incontrò lo stesso diversi problemi e non riuscì a sviluppare il gioco come lo aveva in mente: la scheda che aveva realizzato non era sufficientemente potente per muovere dei personaggi colorati. Inoltre Space Invaders aumentava di velocità man mano che gli alieni venivano eliminati dallo schermo, perché la CPU doveva disegnare meno oggetti: invece di ottimizzare il codice per bilanciare questo effetto, Nishikado decise di tenerlo come meccanismo di aumento della difficoltà del gioco. Molti anni dopo Nishikado ha ammesso che lo sviluppo dell'hardware è stata la parte più difficile della realizzazione di Space Invaders.
Il videogioco fu commercializzato inizialmente con un cabinato con schermo orizzontale e grafica monocromatica. La versione commercializzata da Midway Games, in uso anche in Italia, era realizzata con un cabinet verticale e con delle pellicole trasparenti arancioni e verdi applicate sul vetro di uno schermo a tubo catodico (CRT) in bianco e nero per simulare la grafica a colori. In questo cabinet l'immagine era proiettata su uno specchio opportunamente inclinato in modo da risultare verticale, con un'immagine futuristica a tema spaziale. Successivamente fu introdotto anche sul mercato giapponese il cabinet verticale con le pellicole colorate. Le grafiche applicate sul cabinet mostravano dei mostri umanoidi non presenti nel gioco: Nishikado attribuiva questa cosa al fatto che l'artista che le aveva create le aveva disegnate basandosi solo sul titolo originale del gioco, ossia Space Monsters, e non sui personaggi presenti effettivamente in Space Invaders.

## Eredità

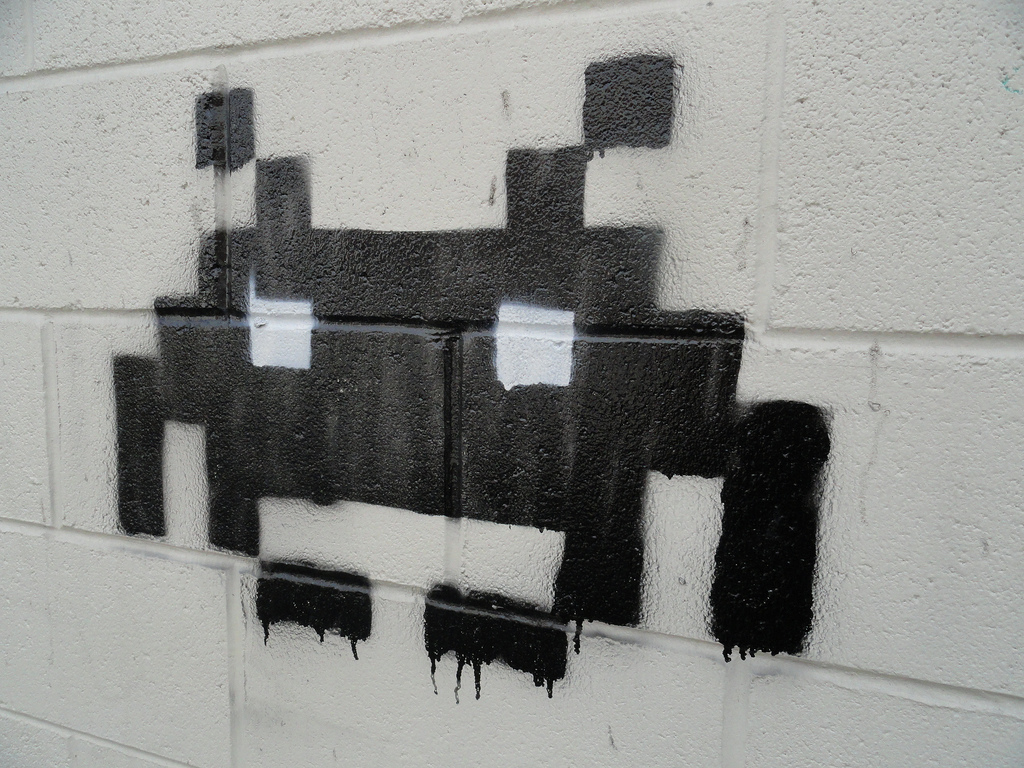
Un alieno di Space Invaders rappresentato su un muro

Nonostante per gli standard odierni la sua grafica sia considerata molto primitiva, Space Invaders ha avuto un impatto enorme sulla società e sulla stessa industria dei videogiochi. Prima dell'uscita di Space Invaders le macchine da sala giochi erano principalmente i flipper: quando Taito pubblicò il gioco nessuno aveva mai visto niente di simile prima. Nei primi tempi i giocatori, in capannello attorno a una postazione, facevano anche ore di fila per attendere il proprio turno, osservando nel frattempo gli altri giocare. Lo schema di gioco era semplice: sparare a degli alieni che via via che morivano aumentavano la loro velocità. Nonostante la sua semplicità, Space Invaders ha avuto un influsso straordinario rappresentando un volano per l'intero settore dei videogiochi: esso infatti non solo stimolò la produzione di un elevato numero di giochi derivati o comunque basati sul suo gameplay (ad esempio Galaxian e Galaga), ma diede anche una forte accelerata a tutta l'industria dei videogiochi.
L'effetto di Space Invaders sull'industria dei videogiochi è stato paragonato a quello dei The Beatles nell'industria della musica pop.
Space Invaders è considerato il primo "videogioco blockbuster" ed è diventato sinonimo di videogiochi in tutto il mondo per un certo periodo.
Atari acquistò la licenza del gioco e lo offrì per la sua console Atari 2600: Space Invaders risultò uno dei titoli più venduti per la console Atari. E se le console sono oggi molto diffuse questo è dovuto anche al successo della versione domestica di Space Invaders, che contribuì non solo ad aumentare le vendite di quel sistema, che era l'unico che lo aveva a listino, ma, conseguentemente, anche l'interesse dei produttori per questo tipo di apparecchi videoludici.
Il successo del gioco ha trasformato Space Invaders in una delle icone stesse dei videogiochi: richiami si ritrovano in altri videogiochi, in film e prodotti di vario genere, e le sue astronavi aliene sono rappresentate un po' ovunque, persino nei murali, trasmettendo immediatamente l'idea di videogioco. Tra i murales sono famosi quelli dello street artist francese Invader, che utilizzando una tecnica molto simile ai mosaici, riproduce disegni e composizioni molto simili allo stile del videogioco.
Tra gli altri esempi, il duo artistico britannico Thomson & Craighead ha realizzato Trigger Happy, un'installazione di new media art che riproduce il gioco con i nemici sostituiti da frasi. Nel 2013 il Museum of Modern Art di New York ha inserito il videogioco nel proprio dipartimento di Architettura e Design.
Per festeggiare il quarantesimo anniversario di Space Invaders (2018), Taito fece produrre un gadget commemorativo eccezionale in edizione limitata, una moneta d'argento da 1 oncia con gli alieni raffigurati in olografia.

### Musica

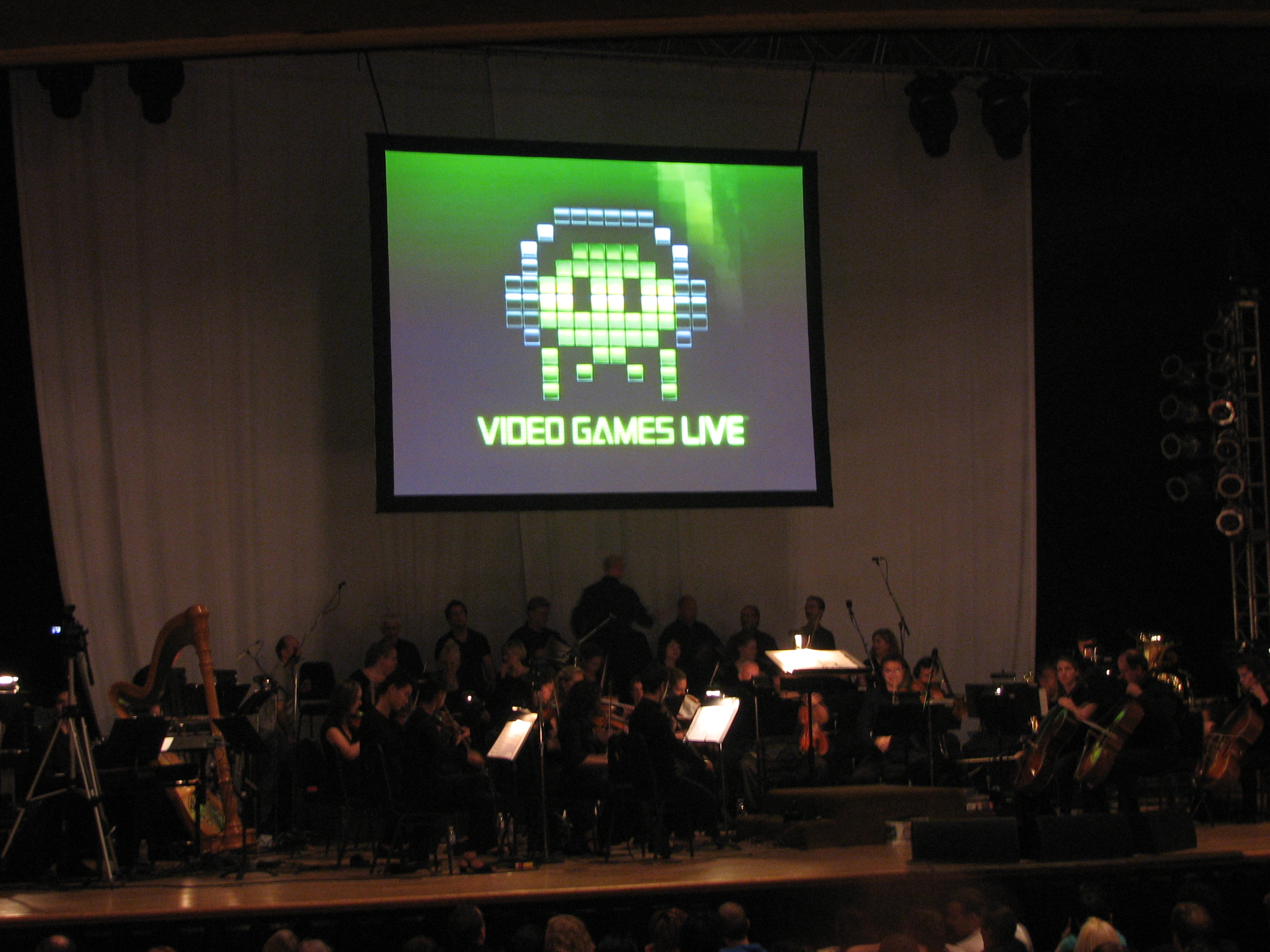
Un'immagine pixelata di un alieno di Space Invaders usata al concerto Video Games Live

I musicisti hanno tratto ispirazione per la loro musica da Space Invaders. Il pionieristico gruppo giapponese di synthpop Yellow Magic Orchestra ha riprodotto i suoni di Space Invaders nel suo album del 1978 intitolato Yellow Magic Orchestra e nel singolo di successo Computer Game, quest'ultimo ha venduto oltre 400.000 copie negli Stati Uniti. Altre canzoni pop basate su Space Invaders seguirono presto, tra cui registrazioni disco come Disco Space Invaders (1979) di Funny Stuff, e le canzoni di successo Space Invader (1980) dei The Pretenders, Space Invaders (1980) di Uncle Vic, e il successo australiano Space Invaders (1979) di Player One, che a sua volta fornì la linea di basso per On and On (1984) di Jesse Saunders, il primo brano di Chicago house. The Clash campionò gli effetti sonori del gioco nella canzone Ivan Meets G.I. Joe dal suo quarto album in studio, Sandinista!.
Il rapper italiano Salmo ha inciso un brano intitolato Space Invaders che usa gli alieni come metafora.
Video Games Live ha eseguito l'audio del gioco come parte di un medley di classici arcade in stile rétro nel 2007.
In onore del trentesimo anniversario del gioco, la Taito ha prodotto un album intitolato Space Invaders 2008. L'album è stato pubblicato da Avex Trax e presenta musica ispirata al gioco. Sei canzoni erano originariamente utilizzate nella versione PSP di Space Invaders Extreme. Anche il negozio di Taito, Taito Station, ha presentato un video musicale a tema Space Invaders.

## Classifiche
Nel 1995 la rivista Flux ha posizionato Space Invaders al primo posto nella loro lista dei "Top 100 Video Games". Nel 1996 la rivista Next Generation ha collocato Space Invaders al numero 97 nella loro lista dei "Top 100 Games of All Time", affermando che esso "offre un'eleganza e una semplicità non presenti in giochi successivi come Phoenix [1980]". Nel 2007 IGN lo ha incluso tra i "Top 10 Most Influential Games", citandolo come fonte d'ispirazione per gli sviluppatori di videogiochi e per l'impatto che ha avuto sul genere degli sparatutto. Nel 2007 The Times lo ha posizionato al numero 1 nella loro lista dei "Dieci videogiochi più influenti di sempre". Nel 2011, 1UP lo ha posizionato al numero 3 nella loro lista dei "60 giochi più influenti di tutti i tempi", affermando che, a differenza dei giochi arcade precedenti che "erano tentativi di simulare cose già esistenti", Space Invaders è stato "il primo videogioco in quanto tale, anziché una rappresentazione elettronica giocabile di qualcos'altro".
Nel 2008 il Guinness World Records lo ha elencato come il gioco arcade con il punteggio più alto in termini di impatto tecnico, creativo e culturale. Nel 2013 Entertainment Weekly ha inserito Space Invaders tra i primi dieci giochi per la console casalinga Atari 2600.
Nel 2018 è stato classificato al 87º posto nella meta-analisi statistica di Video Game Canon, basata su 48 liste di "giochi migliori" pubblicate tra il 1995 e il 2017. Al 2023, il sito aggregatore di liste di giochi Playthatgame posiziona Space Invaders al 57º posto tra i giochi migliori di tutti i tempi, primo gioco degli anni '70 nella lista. Nel 2021 The Guardian l'ha incluso al terzo posto tra i migliori giochi degli anni '70, appena sotto Galaxian e Asteroids.

## Controversie
Nel giro di un anno dal lancio del gioco, l'Associazione Genitori-Insegnanti giapponese tentò senza successo di bandire il gioco per presunta incitazione all'assenteismo scolastico.
In Nord America, i medici identificarono una condizione chiamata "gomito da Space Invaders" come un disturbo, mentre un medico nel The New England Journal of Medicine chiamò un disturbo simile "polso da Space Invaders".
Space Invaders fu anche il primo gioco a suscitare controversie politiche, quando nel 1981 fu presentata una legge chiamata Control of Space Invaders (and other Electronic Games) Bill ("Legge sul controllo di Space Invaders e altri giochi elettronici"), elaborata dal membro del Parlamento britannico del Partito Laburista George Foulkes, che tentava di consentire ai consigli locali di limitare il gioco e giochi simili tramite una licenza perché causano dipendenza e per l'accusa di "devianza". Il membro del parlamento conservatore Michael Brown difese il gioco come "innocuo piacere", di cui lui stesso aveva goduto quel giorno, e criticò la legge come un esempio di "credenze socialiste di restrizione e controllo". Una mozione per portare la legge davanti al Parlamento fu respinta con 114 voti contro 94 voti; la legge stessa non fu mai presa in considerazione dal Parlamento.
Allo stesso modo, negli Stati Uniti, nella contea di Westchester, nel 1981 si scatenò un dibattito politico controverso su una risoluzione per applicare restrizioni d'età a Space Invaders e ad altri giochi arcade, a seguito di lamentele secondo cui gli studenti sprecavano tempo e soldi del pranzo e arrivavano a scuola in ritardo; la risoluzione attirò l'attenzione nazionale.

## Serie

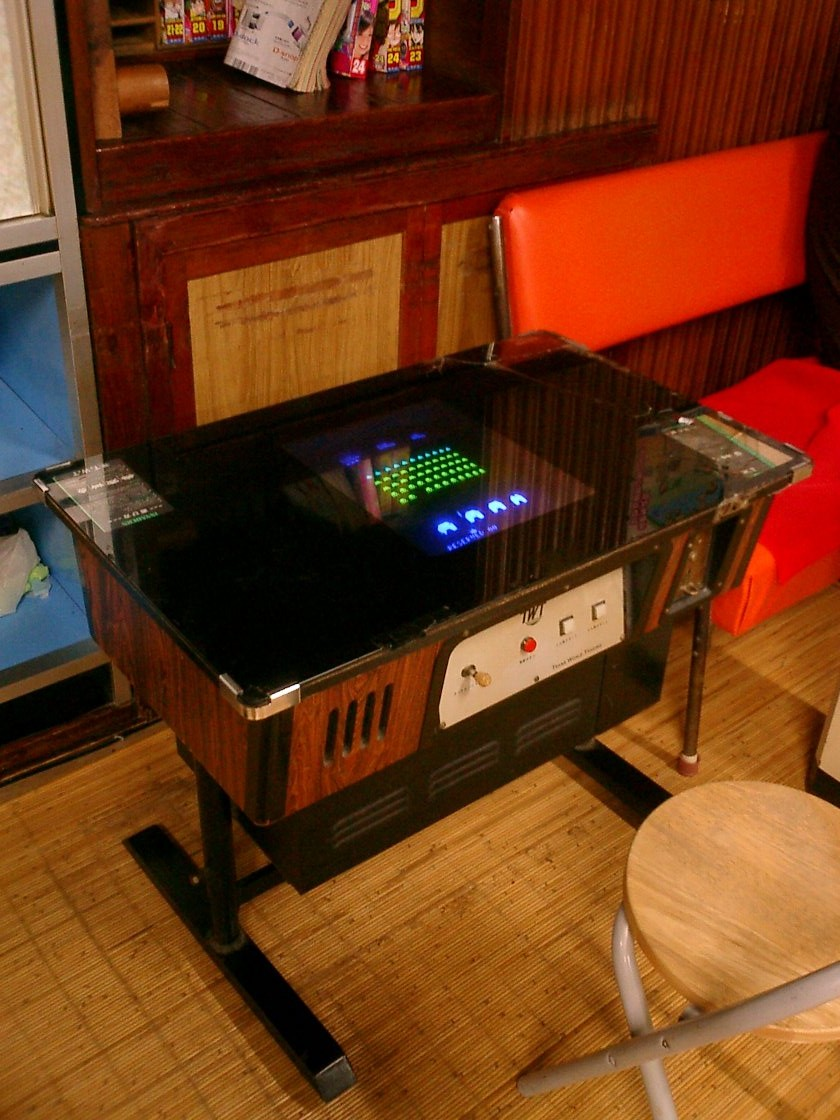
Versione a schermo orizzontale

Questo è un elenco parziale dei seguiti ufficiali, arcade dove non specificato.
- Space Invaders (1978)
- Space Invaders Part II / Space Invaders Deluxe (1979)
- Space Invaders II (1980)
- Return of the Invaders (1985)
- Space Invaders 90 / Space Invaders 91 (1990, Sega Mega Drive)
- Super Space Invaders '91 / Majestic Twelve - The Space Invaders Part IV (1990), convertito per sistemi domestici come Super Space Invaders
- Space Invaders DX (1993)
- Akkanvader / Space Invaders '95: The Attack of Lunar Loonies (1995)
- Space Invaders Virtual Collection (1995, Virtual Boy)
- Space Invaders 2000 (1998, PlayStation)
- Space Invaders (1999, remake per console e PC)
- Space Raiders / Space Invaders: Invasion Day (2002, GameCube, PlayStation 2)
- Space Invaders Anniversary (2003, raccolta per PlayStation 2, Windows)
- Space Invaders: Galaxy Beat / Space Invaders Evolution (2005, Sony PSP)
- Space Invaders DS / Space Invaders Revolution (2005, Nintendo DS)
- Space Invaders Infinity Gene (2008, cellulari e console)
- Space Invaders Get Even (2008, Wii)
- Space Invaders Extreme (2008, Nintendo DS, Sony PSP)
- Space Invaders Extreme 2 (2009, Nintendo DS)
- Space Invaders Evolution (2009, cellulari)
- Space Invaders Frenzy (2017)
- Arkanoid vs Space Invaders (2017, cellulari)
- Space Invaders Gigamax (2018), versione commemorativa gigante proiettata alle fiere giapponesi
- Space Invaders Forever / Space Invaders: Invincible Collection (2020, raccolte di rifacimenti per Nintendo Switch)

### Film
Nel 2014 sono stati acquisiti i diritti per una trasposizione cinematografica di Space Invaders presso la Warner Bros. Pictures, con la produzione di Akiva Goldsman, nonostante il gioco non abbia una ricca narrativa. Il 13 febbraio 2015 Daniel Kunka è stato incaricato di scrivere la sceneggiatura del film. Il 12 luglio 2019 Greg Russo è stato incaricato di scrivere la sceneggiatura del film, con Goldsman che continua a produrre insieme ai partner di Safehouse Pictures Joby Harold e Tory Tunnell.

## Cloni
Molte furono le copie e varianti non autorizzate in ambito arcade, con titoli come Alien Invasion, IPM Invader, Space Attack, Super Invaders. La Sidam produsse un clone con testi in italiano, intitolato Invasion.
Inoltre diversi produttori di software per computer e console realizzarono videogiochi basati sul concetto di Space Invaders, tra cui, solo per citarne alcuni, Space Armada (1981 Intellivision), Super Invaders (1984 BBC Micro), Classic Invaders (1986 Amiga, Amstrad CPC), Alien Invaders — Plus! (1980 Odyssey 2), TI Invaders (1981 TI-99/4A), Avenger (1981 VIC-20, Commodore 64), Chicken Invaders (1999 Windows).
Atari realizzò una versione modificata del suo Space Invaders per Atari 2600 denominato Pepsi Invaders, su richiesta della Coca-Cola che lo volle per i propri dipendenti.